# Lista monumentelor istorice din județul Argeș - R

Simbol pentru monumentele istorice

Lista monumentelor istorice din județul Argeș - R cuprinde monumentele istorice înscrise în Patrimoniul cultural național al României și aflate în localități ce încep cu litera R din județul Argeș.
Lista completă este menținută și actualizată periodic de către Ministerul Culturii, Cultelor și Patrimoniului Național din România, prin intermediul Institutului Național al Patrimoniului, ultima versiune datând din 2015. Această listă cuprinde și actualizările ulterioare, realizate prin ordin al ministrului culturii.
| Cod LMI                                                         | Denumire                                                                  | Localitate                             | Localizare                                                                                              | Datare, Creatori                                                 | Imagine               | Erori             |
| --------------------------------------------------------------- | ------------------------------------------------------------------------- | -------------------------------------- | --- | ---------------------------------------------------------------- | --------------------- | ----------------- |
| AG-I-s-A-13372 (RAN: 15180.01)                                  | Situl arheologic de la Râncăciov                                          | sat Râncăciov; comuna Călinești        | „Dealul Olarului”, la cca. 500 m V de școala din Râncăciov                                              |                                                                  | Încarcă foto \| video | Raportează eroare |
| AG-I-m-A-13372.01 (RAN: 15180.01.05)                            | Așezare                                                                   | sat Râncăciov; comuna Călinești        | „Dealul Olarului”, la cca. 500 m V de școala din Râncăciov 44.86417°N 25.02278°E                        | sec. XIV, Epoca medievală                                        | Încarcă foto \| video | Raportează eroare |
| AG-I-m-A-13372.02 (RAN: 15180.01.03)                            | Așezare                                                                   | sat Râncăciov; comuna Călinești        | „Dealul Olarului”, la cca. 500 m V de școala din Râncăciov 44.86417°N 25.02278°E                        | Hallstatt                                                        | Încarcă foto \| video | Raportează eroare |
| AG-I-m-A-13372.03 (RAN: 15180.01.04)                            | Așezare                                                                   | sat Râncăciov; comuna Călinești        | „Dealul Olarului”, la cca. 500 m V de școala din Râncăciov 44.86417°N 25.02278°E                        | Latène                                                           | Încarcă foto \| video | Raportează eroare |
| AG-I-m-A-13372.04 (RAN: 15180.01.02)                            | Așezare                                                                   | sat Râncăciov; comuna Călinești        | „Dealul Olarului”, la cca. 500 m V de școala din Râncăciov 44.86417°N 25.02278°E                        | Epoca bronzului                                                  | Încarcă foto \| video | Raportează eroare |
| AG-I-m-A-13372.05 (RAN: 15180.01.01)                            | Așezare                                                                   | sat Râncăciov; comuna Călinești        | „Dealul Olarului”, la cca. 500 m V de școala din Râncăciov 44.86417°N 25.02278°E                        | Eneolitic, Cultura Gumelnița                                     | Încarcă foto \| video | Raportează eroare |
| AG-I-a-A-13373 (RAN: 17897.01)                                  | Ansamblul curților boierești de la Retevoiești, punct „Siliște”           | sat Retevoiești; comuna Pietroșani     | „Siliște”, pe partea dreaptă a Râului Doamnei, pe proprietatea Stoicescu Miron                          | sec. XV - XVI, Epoca medievală                                   | Încarcă foto \| video | Raportează eroare |
| AG-I-m-A-13373.01 (RAN: 17897.01.01)                            | Biserică                                                                  | sat Retevoiești; comuna Pietroșani     | „Siliște”, pe partea dreaptă a Râului Doamnei, pe proprietatea Stoicescu Miron 45.14056°N 24.84167°E    | sec. XV - XVI, Epoca medievală                                   | Încarcă foto \| video | Raportează eroare |
| AG-I-m-A-13373.02 (RAN: 17897.01.02)                            | Incintă                                                                   | sat Retevoiești; comuna Pietroșani     | „Siliște”, pe partea dreaptă a Râului Doamnei, pe proprietatea Stoicescu Miron 45.14056°N 24.84167°E    | sec. XV - XVI, Epoca medievală                                   | Încarcă foto \| video | Raportează eroare |
| AG-I-s-A-13374 (RAN: 17897.02)                                  | Situl arheologic de la Retevoiești, punct „Cotul Mătușii”                 | sat Retevoiești; comuna Pietroșani     | „Cotul Mătușii”, la E de sat, pe terasa Văii Diaconului și Văii Crucii                                  |                                                                  | Încarcă foto \| video | Raportează eroare |
| AG-I-m-A-13374.01 (RAN: 17897.02.02)                            | Așezare                                                                   | sat Retevoiești; comuna Pietroșani     | „Cotul Mătușii”, la E de sat, pe terasa Văii Diaconului și Văii Crucii 45.14056°N 24.8425°E             | Epoca bronzului, Cultura Tei                                     | Încarcă foto \| video | Raportează eroare |
| AG-I-m-A-13374.02 (RAN: 17897.02.01)                            | Așezare                                                                   | sat Retevoiești; comuna Pietroșani     | „Cotul Mătușii”, la E de sat, pe terasa Văii Diaconului și Văii Crucii 45.14056°N 24.8425°E             | Eneolitic, Cultura Sălcuța                                       | Încarcă foto \| video | Raportează eroare |
| AG-I-s-A-13375 (RAN: 18536.01)                                  | Castellum                                                                 | sat Rucăr; comuna Rucăr                | Str. Scărișoara 34, „Scărișoara” sau „Câmpul Rucărului”, la NE de satul Rucăr, în lunca pârâului Râușor | înc. sec. II p. Chr., Epoca romană                               | Încarcă foto \| video | Raportează eroare |
| AG-II-m-A-13742 (RAN: 13310.02)                                 | Biserica „Sf. Nicolae”                                                    | sat aparținător Racovița; oraș Mioveni | Bd. Dacia 5B                                                                                            | 1786                                                             | Încarcă foto \| video | Raportează eroare |
| AG-II-a-A-13743                                                 | Ansamblul culei Racovița                                                  | sat aparținător Racovița; oraș Mioveni | Str. Racoviceanu Nicolae 110 44.97055°N 24.97555°E                                                      | sec. XVIII-XX                                                    |                       | Raportează eroare |
| AG-II-m-A-13743.01 (RAN: 13310.01)                              | Culă                                                                      | sat aparținător Racovița; oraș Mioveni | Str. Racoviceanu Nicolae 110 44.96988°N 24.96172°E                                                      | 1797                                                             | Alte imagini          | Raportează eroare |
| AG-II-m-A-13743.02                                              | Parc                                                                      | sat aparținător Racovița; oraș Mioveni | Str. Racoviceanu Nicolae 110                                                                            | sec. XIX - XX                                                    | Încarcă foto \| video | Raportează eroare |
| AG-II-m-A-13769 (RAN: 15171.01)                                 | Biserica „Cuvioasa Paraschiva” a fostului schit Lacu Negru                | sat Radu Negru; comuna Călinești       | La 550 m V de centrul satului                                                                           | 1787                                                             | Încarcă foto \| video | Raportează eroare |
| AG-II-m-B-13728                                                 | Biserica „Sf. Gheorghe”                                                   | sat Răchițele de Jos; comuna Cocu      | 172 | 1827                                                             | Încarcă foto \| video | Raportează eroare |
| AG-II-m-B-13770 (RAN: 18849.01)                                 | Biserica „Sf. Gheorghe”                                                   | sat Rădești; comuna Stâlpeni           | 347 | 1774                                                             | Încarcă foto \| video | Raportează eroare |
| AG-II-a-A-13772 (RAN: 15180.02)                                 | Mănăstirea Râncăciov                                                      | sat Râncăciov; comuna Călinești        | 55 | sec. XV, 1648, 1848                                              | Încarcă foto \| video | Raportează eroare |
| AG-II-m-A-13772.01 (RAN: 15180.02.01, 15180.02.02, 15180.02.03) | Biserica „Intrarea în biserică a Maicii Domnului” și „Înălțarea Domnului” | sat Râncăciov; comuna Călinești        | 55 | 1848, cu elemente ale bisericilor anterioare din sec. XV și 1648 | Încarcă foto \| video | Raportează eroare |
| AG-II-m-A-13772.02 (RAN: 15180.02.04)                           | Fundații chilii                                                           | sat Râncăciov; comuna Călinești        | 55, pe latura de S a fostei incinte                                                                     | sec. XV-XIX                                                      | Încarcă foto \| video | Raportează eroare |
| AG-II-m-A-13772.03 (RAN: 15180.02.05)                           | Fundații anexe                                                            | sat Râncăciov; comuna Călinești        | 55, în colțul SV al fostei incinte                                                                      | sec. XV-XIX, 1920                                                | Încarcă foto \| video | Raportează eroare |
| AG-II-m-A-13772.04 (RAN: 15180.02.06)                           | Fundațiile turnului de poartă                                             | sat Râncăciov; comuna Călinești        | 55, la V de biserică, la N de aleea de acces                                                            | 1652                                                             | Încarcă foto \| video | Raportează eroare |
| AG-II-m-B-13775                                                 | Casa Tănăsescu                                                            | sat Recea; comuna Recea                | 28, în fostul sat Recea de Sus                                                                          | 1937                                                             | Încarcă foto \| video | Raportează eroare |
| AG-II-m-B-13773                                                 | Biserica „Adormirea Maicii Domnului”                                      | sat Recea; comuna Recea                | 67, în fostul sat Recea de Sus                                                                          | 1805                                                             | Încarcă foto \| video | Raportează eroare |
| AG-II-m-B-13774                                                 | Casa Marin Corbescu                                                       | sat Recea; comuna Recea                | 100, în fostul sat Recea de Sus                                                                         | 1930                                                             | Încarcă foto \| video | Raportează eroare |
| AG-II-a-B-13777                                                 | Ansamblul culei Drugănescu                                                | sat Retevoiești; comuna Pietroșani     | 616 45.14156°N 24.83787°E                                                                               | 1822                                                             | Alte imagini          | Raportează eroare |
| AG-II-m-B-13777.01                                              | Cula Drugănescu                                                           | sat Retevoiești; comuna Pietroșani     | 616 | 1822                                                             |                       | Raportează eroare |
| AG-II-m-B-13777.02                                              | Parc                                                                      | sat Retevoiești; comuna Pietroșani     | 616 | 1822                                                             | Încarcă foto \| video | Raportează eroare |
| AG-II-m-B-13776 (RAN: 17897.03)                                 | Biserica „Sfânta Treime”                                                  | sat Retevoiești; comuna Pietroșani     | 618 | 1795                                                             | Alte imagini          | Raportează eroare |
| AG-II-a-A-13778 (RAN: 17673.01)                                 | Schitul Robaia                                                            | sat Robaia; comuna Mușătești           | | sec. XVII - XX                                                   |                       | Raportează eroare |
| AG-II-m-A-13778.01 (RAN: 17673.01.02)                           | Biserica „Sf. Gheorghe”                                                   | sat Robaia; comuna Mușătești           | | 1644, reconstruită 1996 - 2007                                   |                       | Raportează eroare |
| AG-II-m-A-13778.02                                              | Stăreție                                                                  | sat Robaia; comuna Mușătești           | | 1935                                                             |                       | Raportează eroare |
| AG-II-m-A-13778.03                                              | Zid de incintă                                                            | sat Robaia; comuna Mușătești           | | sec. XVII-XIX                                                    |                       | Raportează eroare |
| AG-II-m-A-13778.04                                              | Turn clopotniță                                                           | sat Robaia; comuna Mușătești           | | sec. XVII-XIX                                                    |                       | Raportează eroare |
| AG-II-m-B-13779                                                 | Biserica de lemn „Sf. Nicolae”                                            | sat Robaia; comuna Mușătești           | | înc. sec. XIX                                                    | Alte imagini          | Raportează eroare |
| AG-II-m-A-13782                                                 | Dârstă cu pivă                                                            | sat Rucăr; comuna Rucăr                | Str. Dârstei, în lunca Dâmboviței                                                                       | mijl. sec. XIX                                                   | Încarcă foto \| video | Raportează eroare |
| AG-II-m-A-13780 (RAN: 18536.02)                                 | Biserica „Sf. Mucenici Gheorghe și Dumitru” - Suseni                      | sat Rucăr; comuna Rucăr                | Str. Mănăstirii                                                                                         | 1780                                                             |                       | Raportează eroare |
| AG-II-m-B-13781                                                 | Casa Arsulescu                                                            | sat Rucăr; comuna Rucăr                | Str. Păpușa 100                                                                                         | sf. sec. XIX                                                     | Încarcă foto \| video | Raportează eroare |
| AG-II-m-B-13783                                                 | Casa de lemn Țuluca Năstase                                               | sat Rucăr; comuna Rucăr                | Str. Râușor 141                                                                                         | ante 1955                                                        | Încarcă foto \| video | Raportează eroare |
| AG-II-m-B-13784                                                 | Biserica „Sf. Gheorghe”                                                   | sat Rudeni; comuna Șuici               | 102 | 1872                                                             | Încarcă foto \| video | Raportează eroare |
| AG-IV-m-A-13974 (RAN: 13310.03)                                 | Cruce de piatră                                                           | sat aparținător Racovița; oraș Mioveni | Str. Bisericii 7B, în fața bisericii „Sf. Gheorghe”                                                     | sec. XVIII                                                       | Încarcă foto \| video | Raportează eroare |
| AG-IV-m-A-13990                                                 | Cruce de piatră - pisanie a fostului schit Lacu Negru                     | sat Radu Negru; comuna Călinești       | În cimitirul bisericii „Cuvioasa Paraschiva” a fostului schit Lacu Negru                                | 1759                                                             | Încarcă foto \| video | Raportează eroare |
| AG-IV-m-A-13991 (RAN: 17897.04)                                 | Cruce de piatră                                                           | sat Retevoiești; comuna Pietroșani     | Pe drumul spre Vărzăroaia în dreptul casei Căvescu Valeriu (nr. 261)                                    | 1740                                                             | Încarcă foto \| video | Raportează eroare |
| AG-IV-m-A-13992 (RAN: 17897.05)                                 | Cruce de piatră „a lui Tudor”                                             | sat Retevoiești; comuna Pietroșani     | În grădina lui Bucur Sârbescu                                                                           | 1740-1741                                                        | Încarcă foto \| video | Raportează eroare |
| AG-IV-m-A-13993 (RAN: 18536.03)                                 | Cruce de piatră „a Bastii”                                                | sat Rucăr; comuna Rucăr                | Pe malul stâng al pârâului Râușor                                                                       | 1671                                                             | Încarcă foto \| video | Raportează eroare |
| AG-IV-m-A-13997 (RAN: 18536.07)                                 | Cruce de piatră                                                           | sat Rucăr; comuna Rucăr                | Str. Brașovului, „La Roghina”, în fața proprietății Maria Ochi (nr. 64) 45.3898°N 25.1731°E             | 1614                                                             |                       | Raportează eroare |
| AG-IV-m-A-13995 (RAN: 18536.05)                                 | Cruce de piatră                                                           | sat Rucăr; comuna Rucăr                | Str. Dârstei, în „Gura Cheii”, în fața proprietății Gh. Ungureanu (nr. 2)                               | 1723                                                             | Încarcă foto \| video | Raportează eroare |
| AG-IV-m-A-13998 (RAN: 18536.08)                                 | Cruce de piatră                                                           | sat Rucăr; comuna Rucăr                | Str. Lunca, la troița din fața casei C. Ungureanu (nr. 22)                                              | 1669 - 1672                                                      | Încarcă foto \| video | Raportează eroare |
| AG-IV-m-A-13996 (RAN: 18536.06)                                 | Crucea de piatră „Olteanu”                                                | sat Rucăr; comuna Rucăr                | Str. Păpușa, Cartier Râușor, pe malul drept al pârâului Râușor                                          | 1735                                                             |                       | Raportează eroare |
| AG-IV-m-A-14000                                                 | Cruce de piatră                                                           | sat Rucăr; comuna Rucăr                | Str. Poarta Câmpului, vis-a-vis de Ocolul Silvic                                                        | 1710                                                             | Încarcă foto \| video | Raportează eroare |
| AG-IV-m-A-13999 (RAN: 18536.09)                                 | Cruce de piatră                                                           | sat Rucăr; comuna Rucăr                | Str. Tabaci, în „Gura Cheii”, la troița lui Moise Bunescu                                               | 1678 - 1688                                                      | Încarcă foto \| video | Raportează eroare |
| AG-IV-m-A-13994 (RAN: 18536.04)                                 | Cruce de piatră „a Lăncii”                                                | sat Rucăr; comuna Rucăr                | Str. Valea Poienii, în fața proprietății Iosif Simene (nr. 46)                                          | 1613 - 1614                                                      | Încarcă foto \| video | Raportează eroare |